# Andrena anatolica
Andrena anatolica là một loài Hymenoptera trong họ Andrenidae. Loài này được Alfken mô tả khoa học năm 1935.